# Кяпаз
Кяпаз (азерб. Kəpəz) — гора в Азербайджане, высота 3066 метров над уровнем моря, наивысшая точка Кяпазского хребта. Горный хребет Кяпаз служит стартом или финишем траверса Муровдагского хребта. Протяженность дуги Кяпаз с северо-востока на северо-запад от поселка Эркеч через высшую точку хребта — Кяпаз до небольшого села Тоганалы составляет 34 км. Хребет Кяпаз — дугообразный, выпуклостью на юг, скалистый водораздел истоков Кюрокчая: левого Ильхыдара с запада и правого Бузлука с юго-востока и расположенных между ними притоками Кюрокчая и системы Семиозерья, образовавшейся после катастрофического землетрясения 1139 года, когда обломки скального массива Кяпаз запрудили в нескольких местах внутренние долины и задержали воды истоков Ахсу, («Белая река»). Самое значительное из этих озёр — Гёйгёль, («Голубое озеро») расположено в центре дуги.
Гора Кяпаз под названием Алхарак (арм. Ալհարակ) упоминается у армянского историка Киракоса Гандзакеци, а также на карте Гардмана XI века американского историка Роберта Хьюсена. Под названием Анхарак упоминается в поэме «Хосров и Ширин» классика персидской поэзии Низами Гянджеви в главе Поездка Шапура в Армению за Ширин.